# Коллонж-ла-Руж
Колло́нж-ла-Руж (фр. Collonges-la-Rouge, окс. Colonjas) — коммуна во Франции. Находится в кантоне Мессак округа Брив-ла-Гайярд, департамент Коррез, Новая Аквитания. 
Бывшая крепость графов Тюренн характерна своими постройками XV—XVI веков из красного песчаника. Входит в список «Самых красивых деревень Франции». Именно здесь зародилась эта национальная организация — идею предложил в начале 1980-х годов мэр Коллонж-ла-Ружа Шарль Сейрак (Charles Ceyrac). 
Код INSEE коммуны — 19057.
Коммуна расположена приблизительно в 430 км к югу от Парижа, в 95 км южнее Лиможа, в 25 км к югу от Тюля.

## Население
Население коммуны на 2008 год составляло 460 человек.
| 1962 | 1968 | 1975 | 1982 | 1990 | 1999 | 2008 |
| ---- | ---- | ---- | ---- | ---- | ---- | ---- |
| 401  | 375  | 360  | 379  | 381  | 413  | 460  |

## Экономика
В 2007 году среди 274 человек в трудоспособном возрасте (15-64 лет) 210 были экономически активными, 64 — неактивными (показатель активности — 76,6 %, в 1999 году было 68,1 %). Из 210 активных работали 195 человек (99 мужчин и 96 женщин), безработных было 15 (2 мужчин и 13 женщин). Среди 64 неактивных 20 человек были учениками или студентами, 31 — пенсионерами, 13 были неактивными по другим причинам.

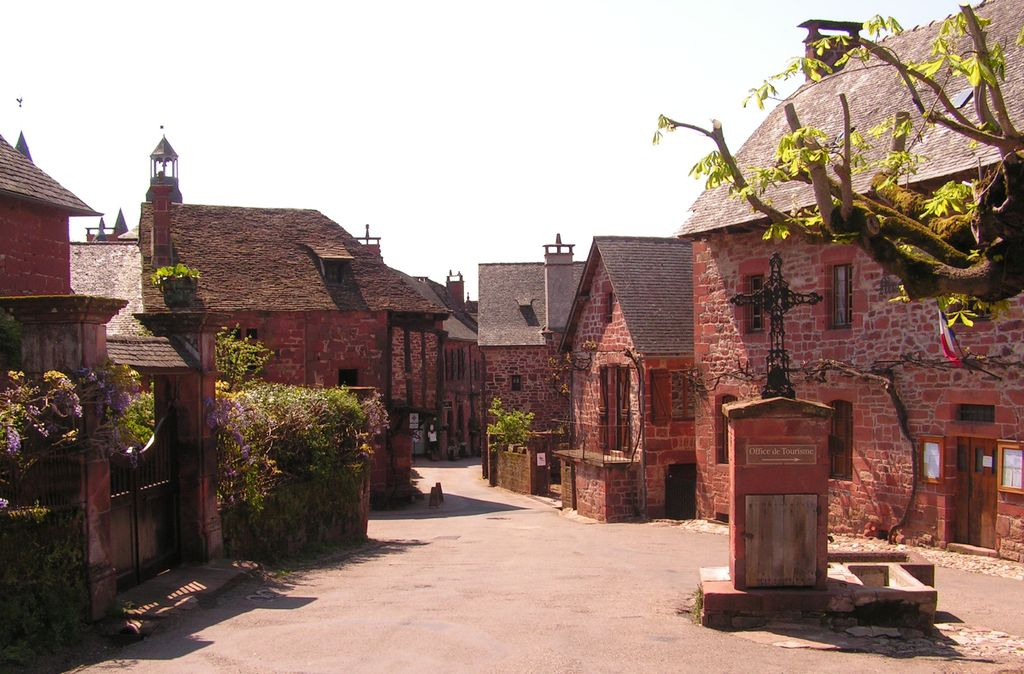
Коллонж-ла-Руж
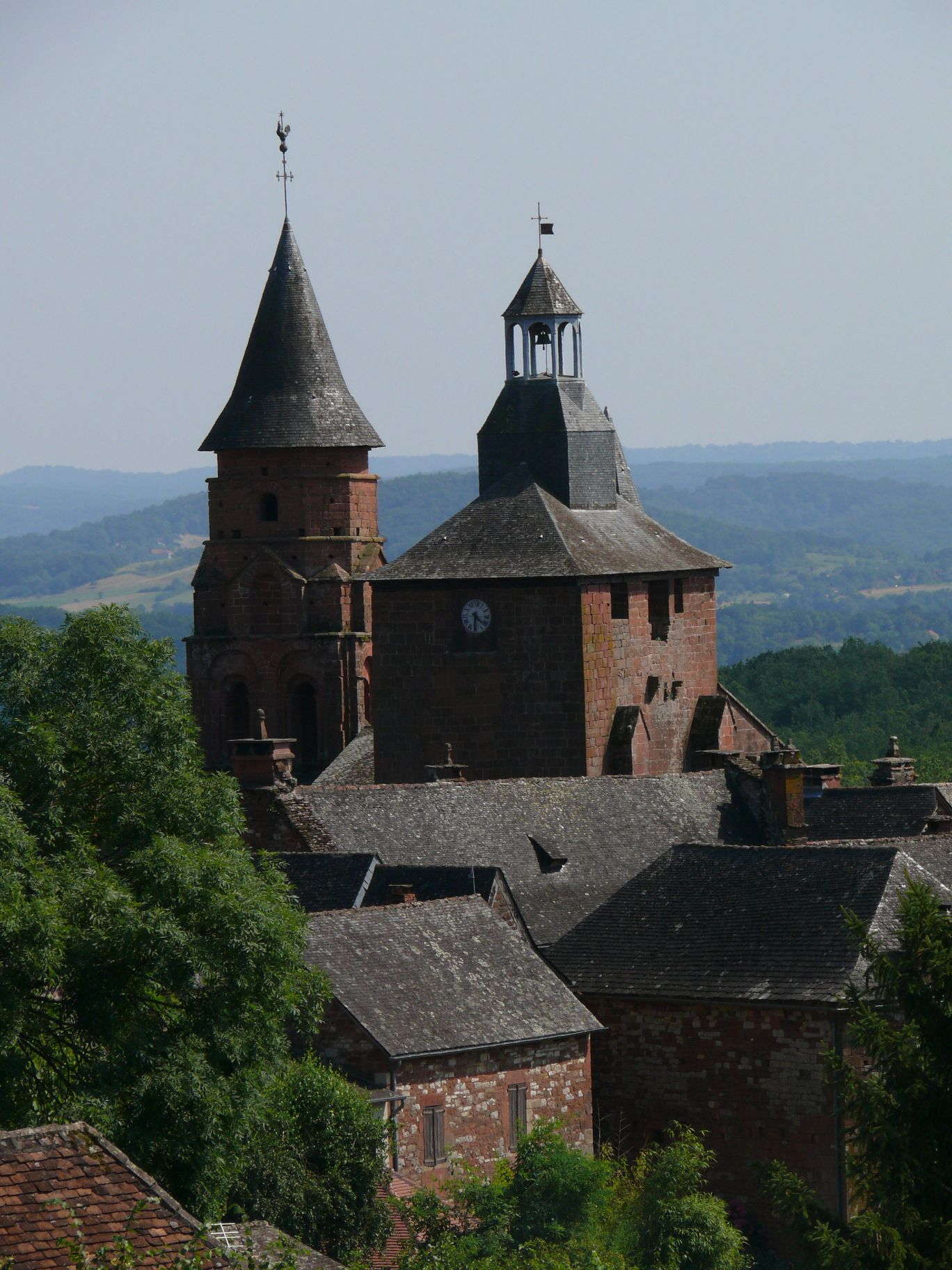
Церковь Сен-Пьер
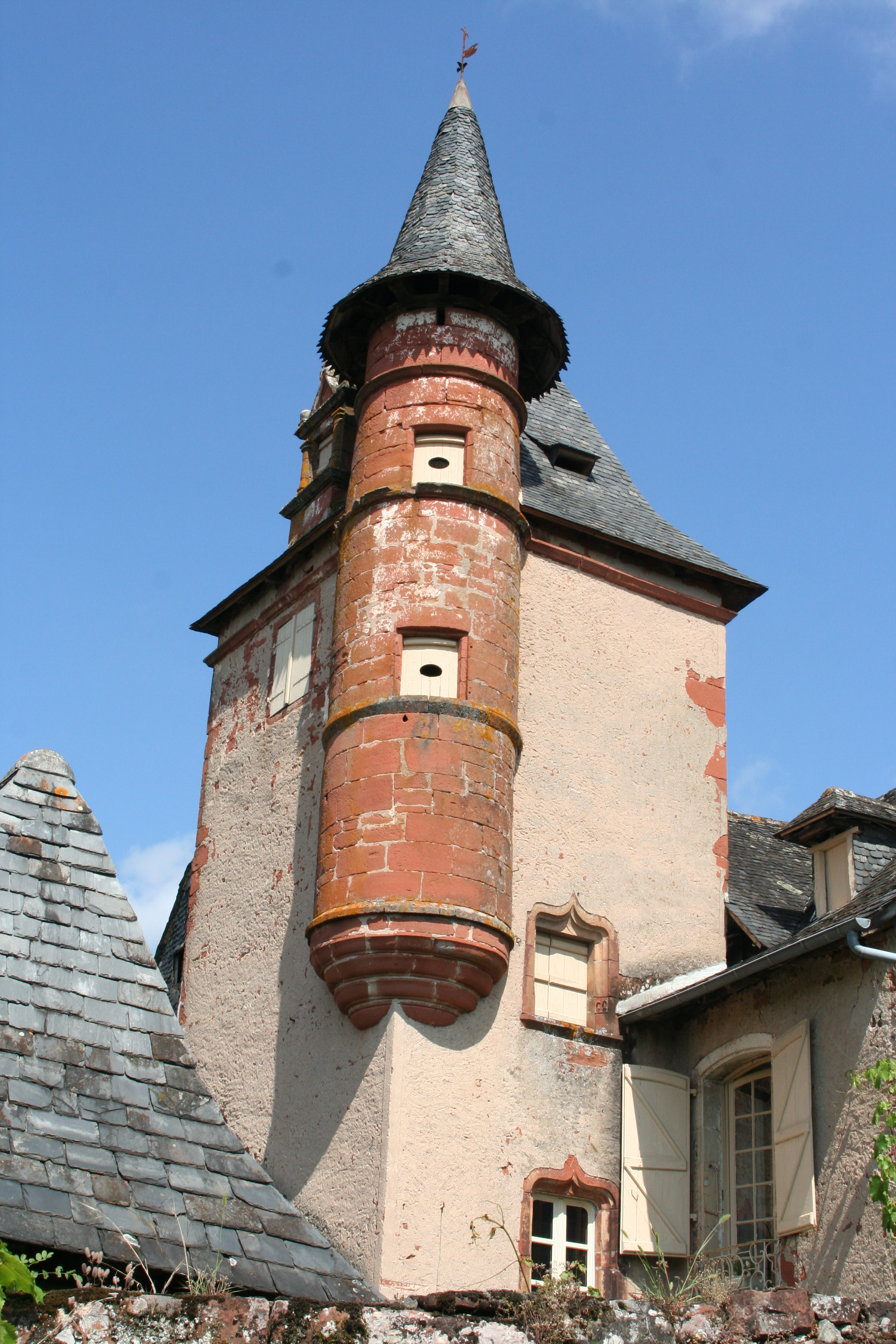
Замок Моссак

## Местная администрация
- 2008—2014 - Henri Bassaler